# 格兰特·布里茨

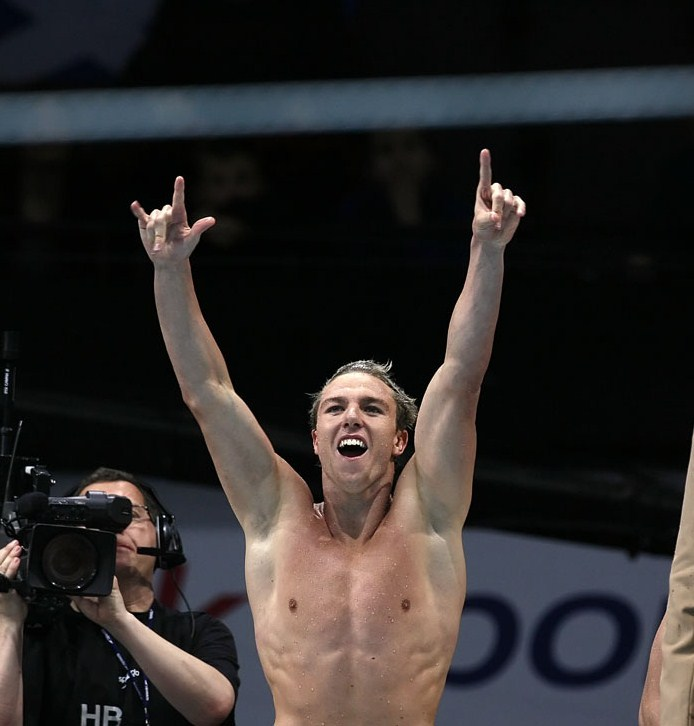
格兰特·布里茨

格兰特·布里茨（Grant Brits，1987年8月11日—），生於南非约翰内斯堡，澳大利亚男子游泳运动员，主攻自由泳。曾参加2008年夏季奥林匹克运动会，最终在4×200米自由泳接力项目上收获一枚铜牌。